# Episodi di Cavaliere per caso (seconda stagione)
La seconda stagione della serie televisiva statunitense Cavaliere per caso, composta da 10 episodi, è stata trasmessa negli Stati Uniti, su BYU Television dal 22 settembre al 24 novembre 2019.
In Italia la stagione è stata trasmessa in prima visione assoluta con un episodio ogni giorno su Super! dal 21 marzo 2022
| nº | Titolo originale         | Prima TV USA      | Titolo italiano                     | Prima TV Italia | Prima TV SuperTv |
| -- | ------------------------ | ----------------- | ----------------------------------- | --------------- | ---------------- |
| 1  | Champion Do-Over Part II | 22 settembre 2019 | L'impostore (seconda parte)         | 21 giugno 2021  | 21 marzo 2022    |
| 2  | Unlucky in Love          | 29 settembre 2019 | Una giornata sfortunata             | 21 giugno 2021  | 22 marzo 2022    |
| 3  | All Hail the Woodchuck   | 6 ottobre 2019    | La partita                          | 28 giugno 2021  | 23 marzo 2022    |
| 4  | Alban Elfed Day          | 13 ottobre 2019   | La giornata dell'elfo albano        | 28 giugno 2021  | 24 marzo 2022    |
| 5  | Switcheroo               | 20 ottobre 2019   | L'incantesimo del compleanno        | 5 luglio 2021   | 25 marzo 2022    |
| 6  | Truthberry Cobbler       | 27 ottobre 2019   | Le more della verita'               | 5 luglio 2021   |                  |
| 7  | The Queen Tree           | 3 novembre 2019   | La magia delle querce               | 12 luglio 2021  |                  |
| 8  | Invincible               | 10 novembre 2019  | La reliquia                         | 12 luglio 2021  |                  |
| 9  | Agnet                    | 17 ottobre 2019   | Agnet                               | 19 luglio 2021  |                  |
| 10 | Wishy Washy Pt. I        | 24 ottobre 2019   | Il tafferuglio magico (prima parte) | 19 luglio 2021  |                  |

## L'impostore (seconda parte)
- Titolo originale: Champion Do-Over Part II
- Diretto da: Eyal Gordin
- Scritto da: LeeAnne H. Adams & Brian J. Adams

### Trama
Hexela scopre che Sir Aldred è in realtà un mago malvagio di un culto noto come tovenar. Usando la sua speciale forma di magia, Sir Aldred acquisì le abilità di combattimento della principessa Gretta, Hexela, Chlodwig e Baldric. Ora sta a Dwight cercare di fermarlo, ma Dwight ha qualche possibilità quando non è un combattente?
- Altri interpreti: Bonita Friedericy (Nana), Kanoa Goo (Sir Aldred).

## Una giornata sfortunata
- Titolo originale: Unlucky in Love
- Diretto da: Frank Waldeckt
- Scritto da: David Drew Gallagher

### Trama
Una vecchia cotta (Emily) visita Dwight, ma mentre aiuta Baldric a cercare il suo cellulare mancante, alias beckoning device, Dwight si maledice accidentalmente. Ora Baldric, Gretta ed Hexela devono aiutare Dwight a navigare nel corso della giornata mentre completano i passaggi per rimuovere la sua maledizione, ma possono farlo quando Dwight ha una data non ufficiale che dovrebbe rimanere al suo fianco per tutto il tempo?
- Altri interpreti: Bonita Friedericy (Nana), Joy Regullano (Emily), Chris Harvey (Tennis Ball Launcher Mechanic 1), Luiz Laffey (Tennis Ball Launcher Mechanic 2).

## La partita
- Titolo originale: All Hail the Woodchuck
- Diretto da: James Larkin
- Scritto da: David Drew Gallagher

### Trama
Woodside e Lakeview combattono nella rivalità di basket ogni anno, con Dwight nei ruoli di Woodchuck. Tuttavia, quando Dwight si ammala Gretta deve compilare. Gretta farà una buona mascotte? Makig le cose peggio, la stella del basket Chad ha rubato un corno dal caso Lakeview che convoca il pericoloso Highlander sul sito del gioco.
- Altri interpreti: Jazmine Shaw (Sophie), Aidan Alexander (Chad), Ray Porter (Highlander), Spencer McConnell (Cestista).

## La giornata dell'elfo albano
- Titolo originale: Alban Elfed Day
- Diretto da: James Larkin
- Scritto da: LeeAnne H. Adams & Brian J. Adams

### Trama
Dwight aiuta Gretta e l'ospite della compagnia Alban Elfed Day, un'antica versione del Ringraziamento che dovrebbe portare gioia e posteri nel regno per il prossimo anno. Tuttavia ogni volta che la campana suonata il giorno inizia a ripetersi mentre un incantesimo infinito è stato lanciato sui festeggiamenti. Ora la squadra deve capire cosa deve fare per rompere gli incantesimi dell'infinito.
- Altri interpreti: Matthew Davis (Zio Arnolf/Mummer).

## L'incantesimo del compleanno
- Titolo originale: Switcheroo
- Diretto da: Jeffrey Hunt
- Scritto da: LeeAnne H. Adams & Brian J. Adams

### Trama
Dwight accetta di aiutare la banda a festeggiare il compleanno di Choldwig, ma ciò che tutti hanno dimenticato è che Choldwig è sotto una maledizione. Ogni anno, nel giorno del suo compleanno, Chlodwig cambia corpo con la persona che ha recentemente offeso per 24 ore. Ora Dwight e Chlodwig devono capire come navigare la giornata l'uno come l'altro, ma quante persone noteranno che qualcosa è spento?
- Altri interpreti: Bonita Friedericy (Nana), David Mattey (Dalibor il Distruttore), Stan Ellsworth (Leader bandito), Maxine Summers (Nonna).

## Le more della verita'
- Titolo originale: Truthberry Cobbler
- Diretto da: James Larkin
- Scritto da: LeeAnne H. Adams & Brian J. Adams

### Trama
Dwight pianifica un campout per consentire al gruppo di riposarsi e rilassarsi, ma un incendio chiude il percorso verso il campeggio e costringe il gruppo ad accamparsi invece nel vecchio castello di Gretta. Nel tentativo di mantenere un po' 'di normalità Dwight rende il gruppo un ciabattino olandese con more, ma in realtà le bacche sono bacche di verità che costringono tutti a dire la verità. Quello che non sanno è che si imbatteranno nella prima cotta di Gretta e suo padre un gruppo di taglialegna alla ricerca di un albero magico che finisce per essere niente meno che la mamma di Gretta maledetta.
- Altri interpreti: Bonita Friedericy (Nana), Pearce Fazekas (Emelian), Jorge Rodriguez (Yoska).

## La magia delle querce
- Titolo originale: The Queen Tree
- Diretto da: Frank Waldeck
- Scritto da: LeeAnne H. Adams & Brian J. Adams

### Trama
Un boscaiore canaglia entra nel bosco e ha gli occhi su un sito: la Regina. Ora Gretta, Dwight, Emelian, Yoska e Choldwig devono rintracciare questo taglialegna rivale prima che la regina cada per sempre. Le cose prendono una piega quando Chlodwig decide di concentrarsi sul matchmaking invece di proteggere la Regina.
- Altri interpreti: Pearce Fazekas (Emelian), Jorge Rodriguez (Yoska), Travis Love (Stoyan).

## La reliquia
- Titolo originale: Invincible
- Diretto da: Sean Lambert
- Scritto da: LeeAnne H. Adams & Brian J. Adams

### Trama
Il leggendario ladro Wenzel Thief irrompe nella casa di Gretta alla ricerca di un misterioso manufatto. È armato di una tranquilla veste da frate, una veste immune a tutte le armi tranne le cesoie e l'ago da cui è stato fatto. Dwight, Baldric e Gretta cercano il consiglio del Frate Tranquillo spiega come Wenzo ha ottenuto una delle loro vesti e poi fornire al gruppo i mezzi per sconfiggerlo. Tuttavia il gruppo è scosso al centro quando svengono che qualcuno ha assunto il Ladro di Wenzo per rubare una reliquia tovinor dal castello, una reliquia che ha la capacità di riportare un secondo tovinor.
- Altri interpreti: Nate Sears (Mr. Dale), Kyle More (Wenzo), Kanoa Goo (Sir Aldred), Eb Madson (Frate Ziggy), Stephen Drabicki (Frate Frodie).

## Agnet
- Titolo originale: Agnet
- Diretto da: David Jackson
- Scritto da: LeeAnne H. Adams & Brian J. Adams
- Guest star: McKaley Miller (Agnet), Josh Breslow (Jacopo), Nate Sears (Mr. Dale), Kanoa Goo (Sir Aldred), Bryson Alejandro (Open Mic Host)

### Trama
Un incubo arriva per Chlodwig quando arriva il suo stalker Agnet. Agnet è determinato a diventare la moglie di Chlodwig e trova schemi folli come intrappolarlo in una fossa di serpenti e trasformarlo in una rana che solo lei può invertire, ma tutto ciò che Chlodwig vuole è essere lasciato solo in pace. Sfortunatamente Agnet pensa che il modo per conquistare il cuore di Chlodwig sia farlo salvare dal territorio orco, così Chlodwig, Dwight e Gretta la seguono e finiscono per incaiarsi niente meno che Jacopo. Jacopo darà alla tentazione di ricontestare Gretta e Dwight, o Jacopo penserà che sia una sfida e deciderà invece di salvare Agnet?

## Il tafferuglio magico (prima parte)
- Titolo originale: Wishy Washy Pt. I
- Diretto da: Jeffrey Hunt
- Scritto da: LeeAnne H. Adams & Brian J. Adams

### Trama
Ragana, un membro della congrega di Hexela, arriva a Woodside con intenzioni segrete. È determinata a scoprire cosa tiene Hexela a Woodside, ma nel processo Baldric rompe accidentalmente una delle vile di Hexela e riaccende una rivalità tra i due. Quando Ragana scopre che Baldric è in città insiste per riscuotere il debito delle streghe che le deve, un anno di servitù. Nel processo scopre che Hexela ha una tartaruga del desiderio, e diventa determinata a rivendicarla come sua. Ora Dwight e Gretta devono trovare un modo per disinnescare la situazione e reclamare Baldric, ma cosa succederà se odierà qualcosa di ancora più potente che potrebbe inghiottire tutta Woodside?
- Altri interpreti: Abbie Cobb (Ragana), Kanoa Goo (Sir Aldred), Nate Sears (Mr. Dale).